# خانية القازاق

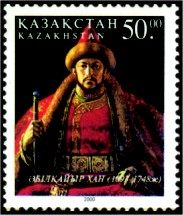
طابع كازاخستان مخصص للسيد أبو الخير خان.

خانية القازاق أو خانية الكازاخ (بالقازاقية: Қазақ хандығы, Qazaq xandığı) كانت دولة قازاقية التي كانت موجودة في الفترة من عام 1456 إلى عام 1847، وكانت تقع تقريبًا في إقليم جمهورية كازاخستان في الوقت الحاضر.

## معلومات تاريخية
تم تأسيس خانية القازاق في الفترة من عام 1456 إلى عام 1465 على يد جانيبك خان وكيري خان، على ضفاف نهر جيتيسو (Jetysu) («سبعة أنهار») في الجزء الجنوبي الشرقي من جمهورية كازاخستان في الوقت الحاضر. ويعتبر تأسيس خانية القازاق بمثابة بداية المجموعة العرقية في الأمة القازاقية. وبدأ تأسيس «خانية القازاق» المستقلة عندما غادرت عدة قبائل كانت واقعة تحت حكم السلطانين جانيبيك وكيري من خانية من أبو الخير خان. حيث قاد السلطانان شعوبهما نحو مغولستان، وفي نهاية المطاف تم تأسيس دولة مستقلة. وسرعان ما أصبحت الخانية الجديدة دولة عازلة بين المغول وخانية عبد الخير.

### جانيبيك خان وكيري خان (1465 - 1480)
على الرغم من اعتبار كل من جانيبك خان وكيري خان الحاكمين المؤسسيين لخانية القازاق، لكن كيري خان هو الذي تولى سلطة أكبر في بداية الأمر. وبعد وفاة كيري خان في عام 1470، أصبح جانيبيك خان الحاكم الوحيد. وقد اتسمت السنوات الأولى من عمر خانية القازاق بالنضال من أجل السيطرة على ستيبي ضد القائد الأوزبكي محمد الشيباني. وفي عام 1470هزم القازاق محمد الشيباني في تركستان، مما أجبر الأوزبكيين على التراجع جنوبًا إلى سمرقند وبخارى.

### بورينديق خان (1480 - 1511)
في عام 1480، أصبح ابن كيري خان المدعو بورينديق (Buryndyq) هو الخان. وخلال فترة حكمه كانت القازاق قادرة على حشد جيش تعداده خمسون ألف رجل وهزيمة قوى محمد السيباني على طول نهر سيحون مرارًا وتكرارًا.

### قاسم خان (1511 - 1518)
خلال فترة حكم قاسم خان شهدت أراضي خانية القازاق توسعًا كبيرًا. فقد كتب ميرزا محمد حيدر دوغلات مؤخرًا في تاريخ الرشيدي أن، «قاسم خان سيطر على دشت قبجاق وأخضعها لحكمه المطلق، بشكل غير مسبق لم يعرفه أحد باستثناء جوتشي (Jochi). وقد زاد عدد جنوده في الجيش عن ألف». وقد وضع قاسم خان أول مدونة لقواعد القانون القازاق في عام 1520، وأسماها "Қасым ханның қасқа жолы" (وتكتب منسوخة بالحروف "Qasım xannıñ qazqa jolı" — «الطريق المشرق لقاسم خان»). وقد صدّق قاسم خان أيضًا على تحالفه مع قائد التيمورية القائد ظهير الدين بابر، وبالأخص بعد سقوط الشيبانيين، وبهذا استجلب ثناء المغول وجماهير سمرقند.

### خاك نزار خان (Khak-Nazar Khan) (1537 - 1580)
واجهت خانية القازاق تحت حكم خاك نزار خان منافسة من اتجاهات عدة: منها شعب النوغاي في الغرب، وخانية سيبير في الشمال، ومغولستان في الشرق وخانية بخارى في الجنوب. في البداية، قاد خاك نزار خان القازاق إلى اثنين من المعارك الكبرى ضد خانية بخارى في طشقند، ثم ضد قائد جغتاي القائد عبد الرشيد خان الأول. وفي عام 1568، نجح القازاق في هزيمة شعب النوغاي في نهر إيمبا (Emba) ووصلوا إلى أستراخان، ولكن وقفت في وجههم قوات الروسية.

### توكل خان (Tauekel Khan) (1582 - 1582)
توسع توكل خان في السيطرة على خانية القازاق عبر طشقند وفرغانة وأنديجان وسمرقند. وفي عام 1598، اقتربت قوات القازاق من بخارى وحاصرتها لمدة 12 يومًا، ولكن بعد ذلك نجح الزعيم البخاري بير محمد وبمساعدة التعزيزات التي أتت إليه بقيادة أخيه باكي محمد في صد القازاق. وفي تلك المعركة، أصيب توكل خان بجروح، وتوفي أثناء الانسحاب إلى طشقند.

### عاصم خان (Esim Khan) (1598 - 1628)
جنح عاصم خان إلى السلام مع خانية بخارى وأعاد إليها السيطرة على سمرقند. ومع ذلك، كانت بخارى لا تزال تتجرع مرارة خسارة طشقند، مما أدى إلى مزيد من النزاعات. وفي بداية عام 1607، دخلت خانية بخارى في عدة معارك ونجحت في نهاية المطاف في الاستيلاء على طشقند.

### سالقام جانغير خان (Salqam-Jangir Khan) (1629 – 1680)
محاربو 

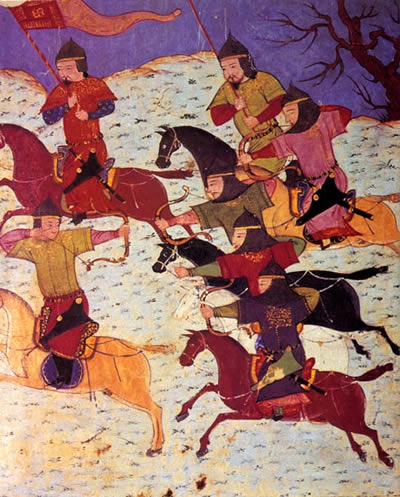
القازاق ودزونجار (Dzungar) في المعركة.

خلال عهد سالقام جانغير خان، ظهر منافس قوي جديد للقازاق في الشرق، والمعروف باسم خانية دزونجار. كان دزونجار قد اعتنقوا مؤخرًا مذهب ماهايانا البوذي واعتقد اردينى باتور (Erdeni Batur) أنه يستطيع تأسيس إمبراطورية القرن الثالث عشر تحت اسم جنكيز خان. ولكن حدث تغيّر كبير منذ أيام إمبراطورية المغول وتحول معظم شعب القازاق كغيرهم مثل القرقيزي والتتار إلى الإسلام تحت قيادة الأمير تيمور، الذي أعاد أيضًا تأسيس مراكز جديدة للسلطة مثل سمرقند وبخارى التي أثرت بشكل كبير في تأسيس خانية القازاق.
في عام 1652، حاول زعيم دزونجار اردينى باتور القضاء على خانية القازاق وسكانها، وأوفد أكثر من 50,000 محارب من محاربي دزونجار ضد خانية القازاق، التي أبت أن تتخلى عن حريتها للزعيم اردينى باتور. وكانت المراحل الأولى من الصراع بينهما شرسة ووقعت عند جبال التاي وكانت المعارك اللاحقة في السهوب الشاسعة. ونظرًا لعدم قدرتهم على وقف زحف دزونجار، ذاق الغزاة وقائدهم سالقام جانغير خان طعم الهزيمة. وللأسف توفي سالقام جانغير خان في عام 1680 في إحدى المعارك التي كان يدافع فيها عن قومه ضد الدزونجار.

### تاوكي خان (1680 - 1718)
لقد انتُخب تاوكي خان زعيما لخانية القازاق بعد وفاة سالقام جانغير خان مباشرة، وقاد محاربي القازاق المنهزمين إلى السهوب لصد تقدم قوات الدزونجار. وللأسف استطاع الدزونجار هزيمتهم مرة أخرى في سايرام وفقدوا بعدها العديد من المدن الرئيسية التي استولى عليها الدزونجار.
وسرعان ما سعى تاوكي خان إلى التحالف مع القرقيزي في الجنوب الشرقي حيث كانوا يواجهون أيضا غزو الدزونجار في إقليم بحيرة إيسيك كول وحتى في الأويغور في حوض تاريم. وفي عام 1687، حاصر الدزونجار تركستان وأجبروا على الانسحاب بعد وصول الأوزبك بقيادة سبحان قولي خان (Subhan Quli Khan).
وفي عام 1697، أصبح تسيوانغ رابتان (Tsewang Rabtan) قائدًا على خانية دزونجار، وأرسل العديد من قادته لإخضاع تاوكي خان واستمرت العديد من الحروب الكبرى بين الدزونجار وخانية القازاق في أعوام: (1709 و1711 — 1712 و1714 و1718). لقد ضعفت خانية القازاق بسبب المواجهات وتدمر حوالي ثلث سكانها بسبب الصراعات التي تلت ذلك. وبعد موت تاوكي خان في عام 1718، انشقت خانية القازاق إلى ثلاثة جوز — جوز الأكبر وجوز المتوسط وجوز الأصغر. وكان لكل جوز خان خاص به من هذا الوقت فصاعدًا.
وكان تاوكي خان معروفًا أيضًا بتعديل مدونة لقواعد القانون القازاقي تحت عنوان "Жеті Жарғы" (وتكتب منسوخة بالحروف، "Jeti Jarği" —«المواثيق السبعة»).

### أبلاي خان (Ablai Khan) (1771 - 1781)
كان أبلاي خان خان جوز الوسطى الذي تمكن من بسط نفوذه على غيرها من الجوزين ليسيطر على القازاق بالكامل. وقبل أن يصبح الخان، شارك أبلاى في الحروب ضد الدزونجار وأثبت أنه قائد منظم موهوب. وخلال فترة حكمه الفعلية، بذل أبلاي خان قصارى جهده لإبقاء كازاخستان مستقلة بقدر الإمكان من تعدي الإمبراطورية الروسية وأسرة كينغ الصينية عليها. وقد استخدم سياسة خارجية متعددة القوى الموجهة لحماية القبائل من المعتدين الصينيين والتتار والزهونجار.

### كينيساري خان (Kenesary Khan) (1841 - 1847)
تم الإعلان عن كينيساري خان كخان للقازاق عندما سيطرت الإمبراطورية الروسية بالفعل على كازاخستان بالكامل، وفي الواقع كان يحظر على القازاق (بموجب القانون الروسي) اختيار زعيمهم بعد عام 1822. وكان ارتفاع شعبية كينيساري خان بمثابة التحدي للسيطرة الروسية على كازاخستان، وقد أنفق عهده كخان في القتال المستمر مع قوات الإمبراطورية الروسية حتى وفاته في عام 1847. ويعتبر على نطاق واسع المناضل في سبيل الحرية وصاحب شعبية بأنه الصوت الرائد الذي وقف ضد السياسات العدوانية المتزايدة والقوية للإمبراطورية الروسية، فلقد كان كينيساري لا يرحم في تصرفاته ولا يمكن التنبؤ بخططه كإستراتيجي عسكري. ومع ذلك وبحلول عام 1846، فقدت حركة المقاومة التابعة له زخمها حيث إن بعض شركائه الأغنياء قد لجأ إلى "الإمبراطورية الروسية، نظرًا للوعود التي تلقاها بالحصول على ثروات كبيرة. وبعد خيانة كينيساري خان ازداد شكه في الأعضاء المتبقين من المقاومة، فزاد تنفيره لهم. وفي عام 1847، لقي خان القازاق الموت في الأراضي القيرغيزية أثناء هجومه على قبائل شمال قيرغيزستان. حيث تم إعدامه على يد أورمون خان، زعيم قبيلة ساريباجيش الذي تمت مكافأته في وقت لاحق من قبل الروس بعقارات كبيرة ودور إداري رسمي، ولكن كان لا يزال يعتبر على نطاق واسع خائنًا من قبل معظم القبائل البدوية. وتم قطع رأس كينيساري خان وإرسالها إلى الروس.
خلال العقد الماضي، أصبح كينيساري خان بشكل متزايد بطل الأدب الكازاخستاني ووسائل الإعلام. ومع ذلك، يعد هذا اتجاهًا حديثًا نسبيًا نظرًا لأن الآراء الأكثر جرأة لم تكن ممكنة حتى انفصلت كازاخستان عن الاتحاد السوفييتي. واليوم، يمكن رؤية نصب تذكاري لكينيساري خان على شاطئ نهر إيسل في عاصمة كازاخستان أستانا.